# Thomas Jäger (szermierz)
Thomas Jäger (ur. 19 czerwca 1951) – niemiecki florecista reprezentujący RFN, srebrny medalista mistrzostw świata.
Podczas mistrzostw świata w Göteborgu w 1973 roku reprezentacja RFN w składzie: Thomas Bach, Matthias Behr, Harald Hein, Klaus Reichert i Thomas Jäger zdobyła srebrny medal w zawodach drużynowych. Był to jedyny medal Jägera wywalczony w zawodach tego cyklu.
Nigdy nie wziął udziału w igrzyskach olimpijskich.